# Willa Juliusza Langego
Willa Juliusza Langego – willa znajdująca się na ulicy Wólczańskiej 51 w Łodzi. Obecnie Łódzki Oddział Polskiego Towarzystwa Ekonomicznego.

## Historia

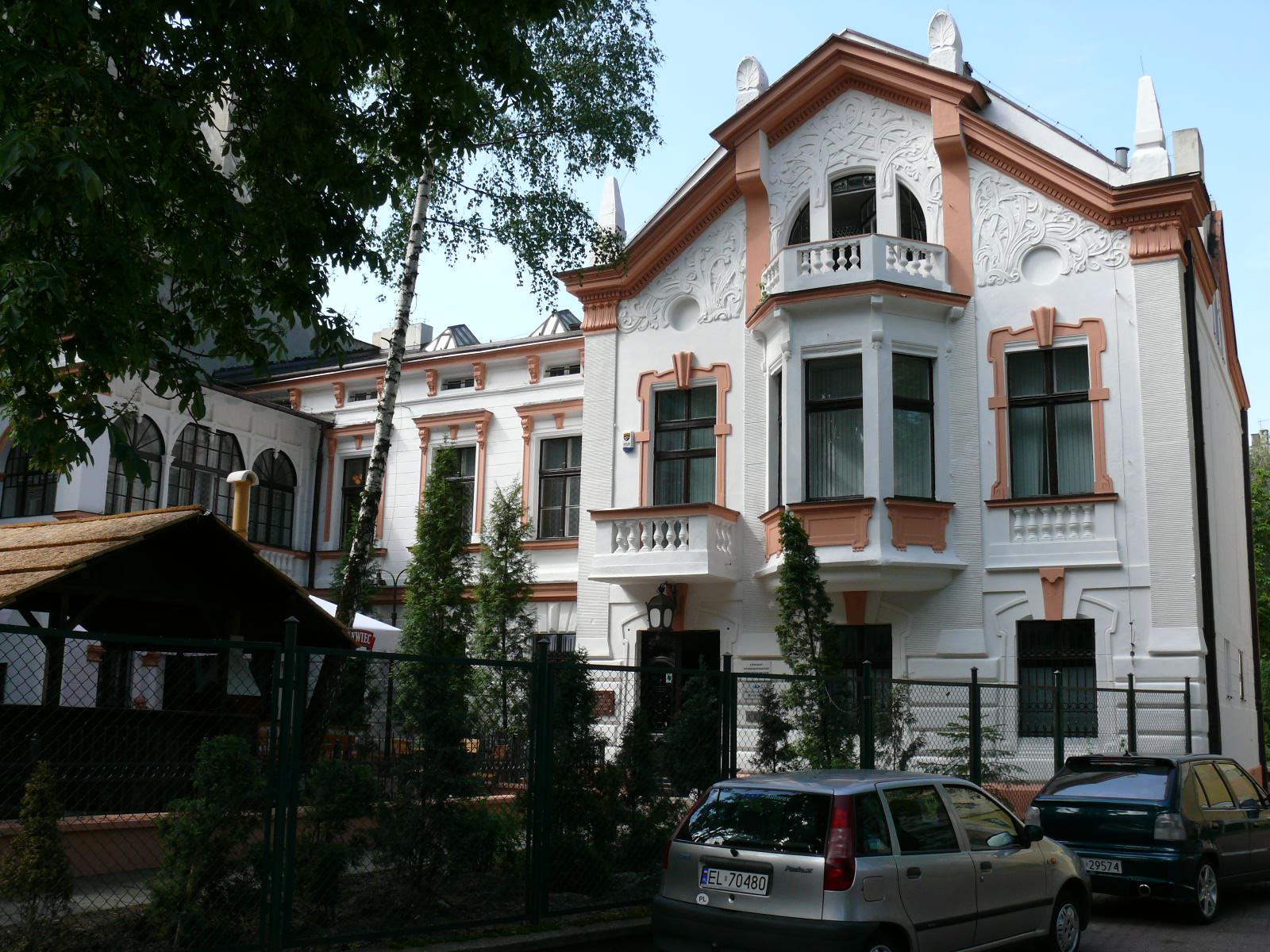
Willa – widok w 2007 roku

Willa zaprojektowana prawdopodobnie po 1902 roku przez Franciszka Chełmińskiego, dla przemysłowca Juliusza Langego jako dom mieszkalny.

## Architektura
Dwukondygnacyjna, o bryle nieregularnej, z cegły, otynkowana. Pierwsza kondygnacja boniowana. W drugiej kondygnacji wykusz, nad nim balkon; okno balkonowe trójdzielne, o łuku pełnym. Pod szczytem i na wysokości balkonu płaska, lekko zgeometryzowana secesyjna dekoracja roślinna. Ponad szczytem sterczyny, z których dwie o delikatnej dekoracji roślinnej.
Po wojnie mieścił się w willi zakład wychowawczy dla dzieci upośledzonych, obecnie Łódzki Oddział Polskiego Towarzystwa Ekonomicznego.